# Urząd Dobroczynności Apostolskiej
Urząd Dobroczynności Apostolskiej (wł. Elemosineria Apostolica, łac. Eleemosynaria Apostolica) – instytucja związana ze Stolicą Apostolską.

## Historia
W bulli Innocentego III znalazła się wzmianka o urzędzie jałmużnika apostolskiego. Jego obowiązki oraz zasady działania Urzędu Dobroczynności Apostolskiej określił Grzegorz X w XIII w. W bulli z 1409 roku Aleksander V przedstawił normy działalności urzędu. Leon XIII delegował jałmużnika apostolskiego, który udzielać miał w papieskim imieniu błogosławieństwa apostolskiego na specjalnym dyplomie. W 1998 roku w konstytucji apostolskiej Pastor bonus pojawił się zapis, że urząd podlega bezpośrednio Ojcu Świętemu i pełni w jego imieniu służbę wobec ubogich.

## Kompetencje
Do głównego zadania urzędu należy niewielka pomoc charytatywna osobom znajdującym się w ciężkiej sytuacji materialnej przede wszystkim w Rzymie; w 2011 roku urząd udzielił pomocy materialnej w wysokości 900 tysięcy euro. Dochód na tę działalność pochodzi z pergaminów z papieskim błogosławieństwem, wydawanym przez urząd. Pergaminy mogą być wydawane z takich okazji jak przyjęcie sakramentu chrztu, I Komunii Św., bierzmowania, zawarcia małżeństwa, święceń prezbiteratu lub diakonatu stałego, konsekracji dziewic lub złożenia profesji zakonnej, rocznicy urodzin bądź zawarcia sakramentu małżeństwa, święceń prezbiteratu lub profesji zakonnej. W niektórych przypadkach wymagane jest specjalne zaświadczenie wydane przez odpowiednią władzę kościelną.
Na czele urzędu stoi jałmużnik papieski; od 2013 roku tę funkcję pełni kard. Konrad Krajewski.